# Bremskraftregler

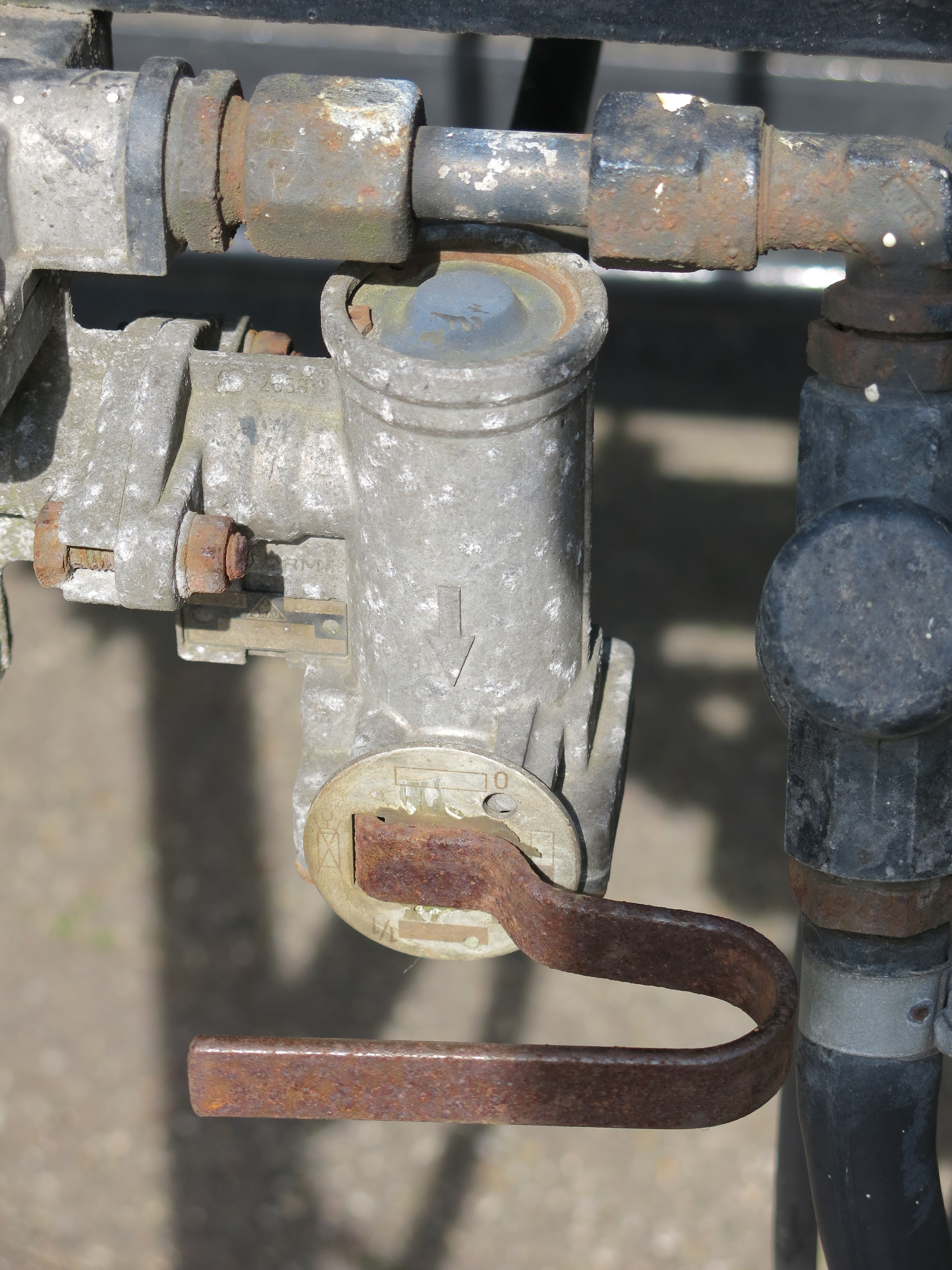
Manueller Bremskraftregler (Anhänger)

Ein Bremskraftregler ist ein Regelventil, das ein Überbremsen von Achsen in Kraftfahrzeugen oder Anhängern verhindern soll. 
Beim Abbremsen eines Fahrzeugs wird das Fahrzeuggewicht von der Hinterachse auf die Vorderachse verlagert (dynamische Achslastverlagerung). Dadurch haben die Hinterräder weniger Bodenhaftung und es kann leichter zum Blockieren der Hinterachse kommen. Der Bremsdruck wird durch den Bremskraftregler in Abhängigkeit vom Beladungszustand und der Größe der dynamischen Achslastverlagerung gesteuert. 

## Bauarten
Hydraulische BremsanlageDie Funktion eines Bremskraftreglers übernimmt in modernen Pkw die elektronische Bremskraftverteilung als Unterfunktion des Antiblockiersystems. Davor wurde ein mechanischer Bremskraftbegrenzer mit fest eingestelltem Abschaltdruck zur Hinterachse eingebaut (z. B. max. 34 bar).
Manueller Bremskraftregler (Druckluftbremse)Bei früheren Anhängern wurde ein manueller Bremskraftregler verwendet. In vier Positionen (Voll–Halb–Leer–Lösen) konnte der Bremsdruck manuell vorgewählt werden. Bei „Halb“ wurde 4,0–4,5 bar, bei „Leer“ 2,0–2,5 bar angesteuert.
Automatisch lastabhängiger BremskraftreglerAutomatisch lastabhängige Bremskraftregler (ALB) steuern je nach Beladungszustand der Hinterachse einen variablen Bremsdruck zur Hinterachse. Über ein Gestänge oder eine Feder, die an der Hinterachse befestigt ist, wird dem Bremskraftregler der Beladungszustand mitgeteilt.